# Apol·loni Hipocràtic
Apol·loni Hipocràtic (en llatí Apollonius Hippocraticus, en grec Άπολλώνιος Ἱπποκράτειος) va ser un metge grec, que segons Galè va ser un deixeble d'Hipòcrates, i per això se suposa que va viure probablement al segle iv aC.
Erasístrat li critica que limitava en excés les begudes alcohòliques als pacients.